# Китово (село, Рязанская область)
Китово — село в России, расположено в Касимовском районе Рязанской области. Административный центр Китовского сельского поселения.

## География
Село Китово расположено примерно в 31 км к юго-западу от центра города Касимова. Ближайшие населённые пункты — деревня Китово к северу, деревня Кочемары к востоку, деревня Дворики к югу и посёлок Ленино к западу.

## История
Село Титово в качестве погоста с Воскресенской церковью впервые упоминается в 1676 году.
В 1905 году село Китово являлось административным центром Китовской волости Касимовского уезда и имело 45 дворов при численности населения 246 чел.

## Население
| 1859 | 1906 | 2010 |
| ---- | ---- | ---- |
| 206  | ↗246 | ↘198 |

## Известные уроженцы
Сахаров Лев Николаевич (1902—1980) — советский композитор и общественный деятель. Преподаватель, завуч Марийского техникума искусств (ныне — Марийский колледж культуры и искусств имени И. С. Палантая) (1932―1941, 1945―1962). Организатор и первый председатель Союза композиторов Марийской АССР (1940―1942, 1956―1965). Заслуженный деятель искусств Марийской АССР (1946).

## Транспорт и связь
Село связано с районным центром автомобильной дорогой с регулярным автобусным сообщением.
В селе Китово имеется одноимённое сельское отделение почтовой связи (индекс 391324).

## Русская православная церковь
В селе имеется действующий Храм в честь Пресвятой Троицы, построенный в 1895 году. Приход относится к первому Касимовскому благочинию Касимовской епархии.